# هنري جريس ديو
هنري جريس ديو (بالفرنسية: Henry Grace à Dieu)‏، المعروفة أيضًا باسم جريت هاري (Great Harry)، هي قرقور إنجليزية كانت ضمن أسطول ملك إنجلترا في القرن السادس عشر. كانت معاصرة للسفينة ماري روز، ولكن هنري جريس ديو كانت أكبر منها. كانت هنري جريس ديو السفينة الأبرز في أسطول الملك هنري الثامن. وقد كان لديها مقدمة كبيرة بارتفاع أربعة طوابق، وكوثلا (مؤخر السفينة) بارتفاع طابقين. كانت قياساتها 165 قدم (50م) طويل، ويزن 1000 – 1500 طن ولها طاقم من 700 – 1000 رجل. يقال [من؟] أن هنري الثامن طلب بناءها ردًا على بناء السفينة الاسكتلندية مايكل، التي أُطلقت في البحر في عام 1511 م.

## التاريخ

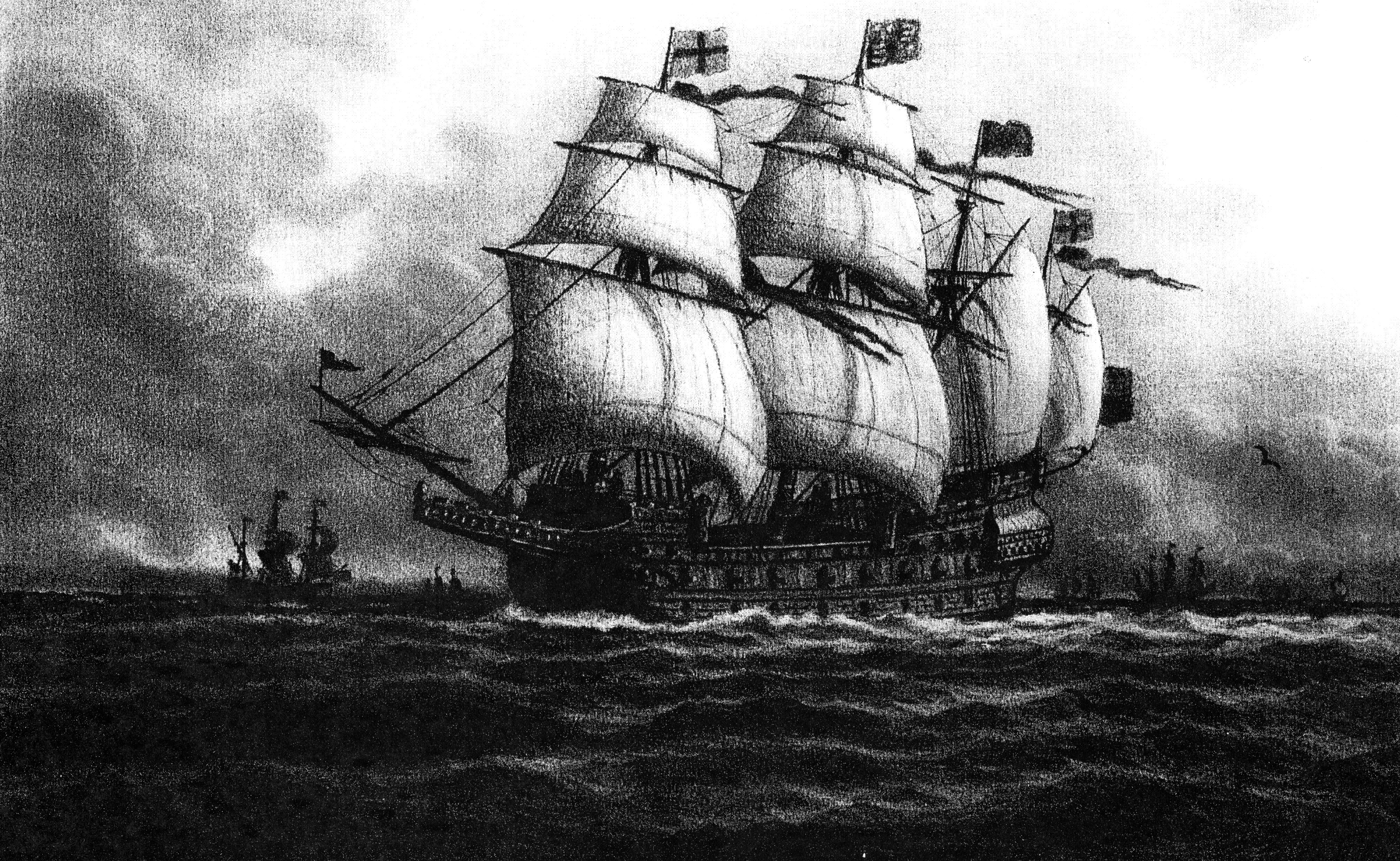
السفينة الحربية الإنجليزية جريت هاري حوالي عام 1555 م. لوحة ليدر آرينهولد (1891)

بُنيت السفينة بين عامي 1512 م و1514 م في منطقة جان وارف المصممة لهذا الغرض في أولد وولويتش . أصبح هذا الرصيف هو أصل لوولويتش دوكيارد، على الرغم أنه في أربعينيات القرن الخامس عشر انتقل رصيف بناء السفن غربًا إلى منطقة تعرف باسم "ساحة الملك"، حيث بقي لأكثر من 300 عام. كانت  هنري غريس ديو من أوائل السفن التي كان بها منافذ للمدافع وكان لديها عشرين من المدافع البرونزية الثقيلة الجديدة. تم تركيبها في وقت لاحق في حوض السفن البحري في إريث . كان بها 43 مدفعا ثقيلا و 141 آخر خفيف. كانت أول سفينة إنجليزية تتألف من طابقين. وعند إطلاقها، كانت بحجم 1500 طن؛ إذ أنت أقوى سفينة حربية في أوروبا.
في وقت مبكر جدا من عمرها كان واضحا تأثير الوزن على قدرات السفينة العملية. لتصحيح ذلك، خضعت لإعادة تصميم في عام 1536 (نفس العام مع السفينة  ماري روز )، حيث خُفض ارتفاع الهيكل. بلغ حجم النموذج الجديد 1000 طن، وكانت تحمل 151 مدفعا من أحجام مختلفة، بما في ذلك 21 مدفعا من البرونز. تم تخفيض طاقمها إلى ما بين 700 و 800. حصلت على نظام إبحار مُحسَّن ومبتكر مع أربعة صواري. التصوير المعاصر الوحيد الباقي للسفينة هو من لفائف أنطوني. 

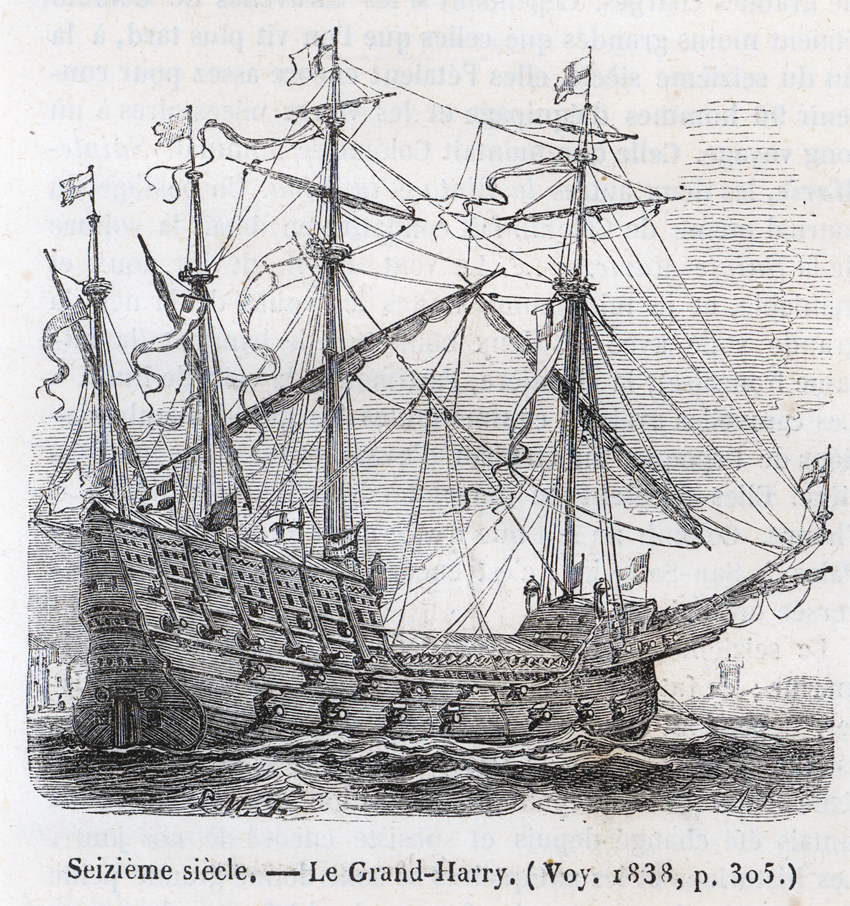
تصوير من القرن التاسع عشر للسفينة من تأليف أنطوان موريل.

لم تكن للسفينةهنري غريس ديو خدمة طويلة في البحرية الإنجليزية؛ إذ كانت حاضرة في معركة سولنت ضد القوات الفرنسية في عام 1545 م، والتي غرقت فيها ماري روز. وعموما، كانت تستخدم أكثر بكونها سفينة دبلوماسية، حيث استقلها هنري الثامن إلى اجتماع القمة مع فرانسوا الأول ملك فرنسا في ميدان قماشة الذهب.
بعد اعتلاء إدوارد السادس على العرش في عام 1547 م، بُدل اسمها إلى إدوارد. ومما يذكر أن مصيرها غير مؤكد. ربما تكون قد دمرت بالنيران في [[ولويتش] عام 1553 م،  أو انتهى بها المطاف مهجورة على ضفة نهر التايمز.